# Diospyros longshengensis
Diospyros longshengensis är en tvåhjärtbladig växtart som beskrevs av Shu Kang Lee. Diospyros longshengensis ingår i släktet Diospyros och familjen Ebenaceae. Inga underarter finns listade i Catalogue of Life.